# 费潘
费潘（法語：Fépin，法語發音：[fepɛ̃]）是法国大東部大區阿登省的一个市镇，属于沙勒维尔-梅济耶尔区。

## 地理
费潘（50°1'10"N, 4°43'45"E）面积5.79 平方千米，位于法国大東部大區阿登省，该省份为法国北部内陆省份，西接埃纳省，南至马恩省，东临默兹省，北与比利时接壤。
与费潘接壤的市镇（或旧市镇、城区）包括：艾布、默兹河畔蒙蒂尼。

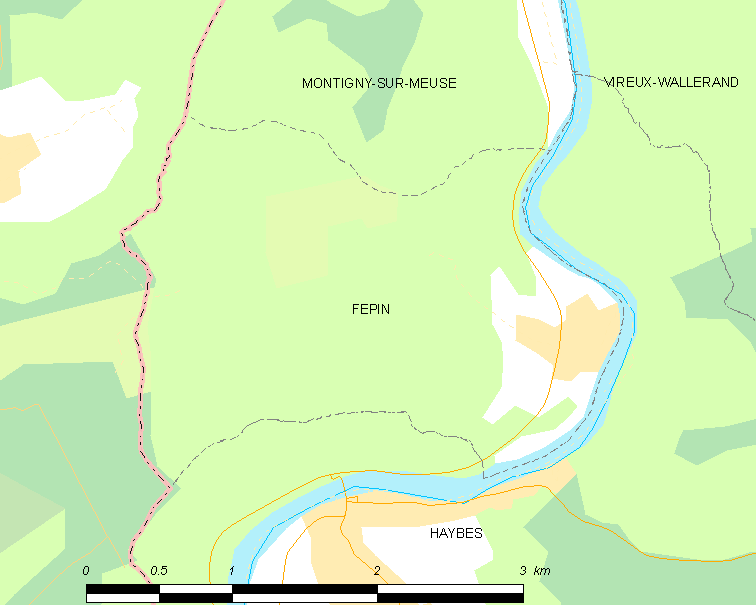
费潘的OSM定位图

费潘的时区为UTC+01:00、UTC+02:00（夏令时）。

## 行政
费潘的邮政编码为08170，INSEE市镇编码为08166。

## 政治
费潘所属的省级选区为勒万县。

## 人口

1962-2008年间费潘人口变化图示

费潘于2022年1月1日时的人口数量为236人。